# Joias da Coroa da Boêmia

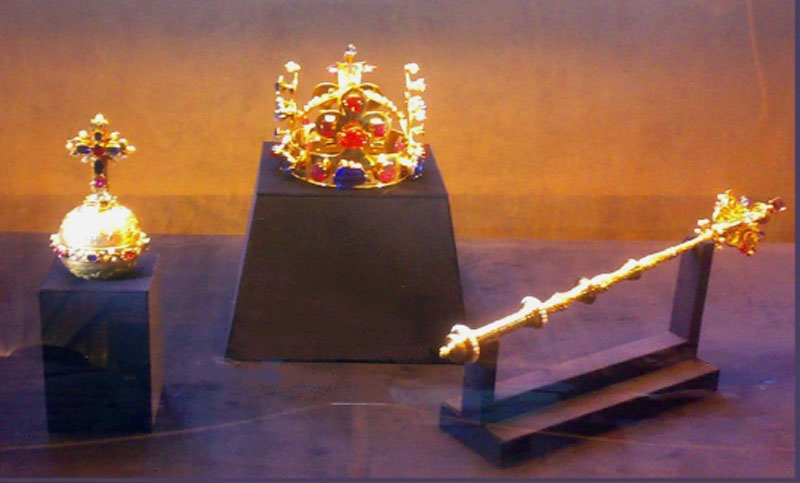
Joias da Coroa da Boémia (copia)

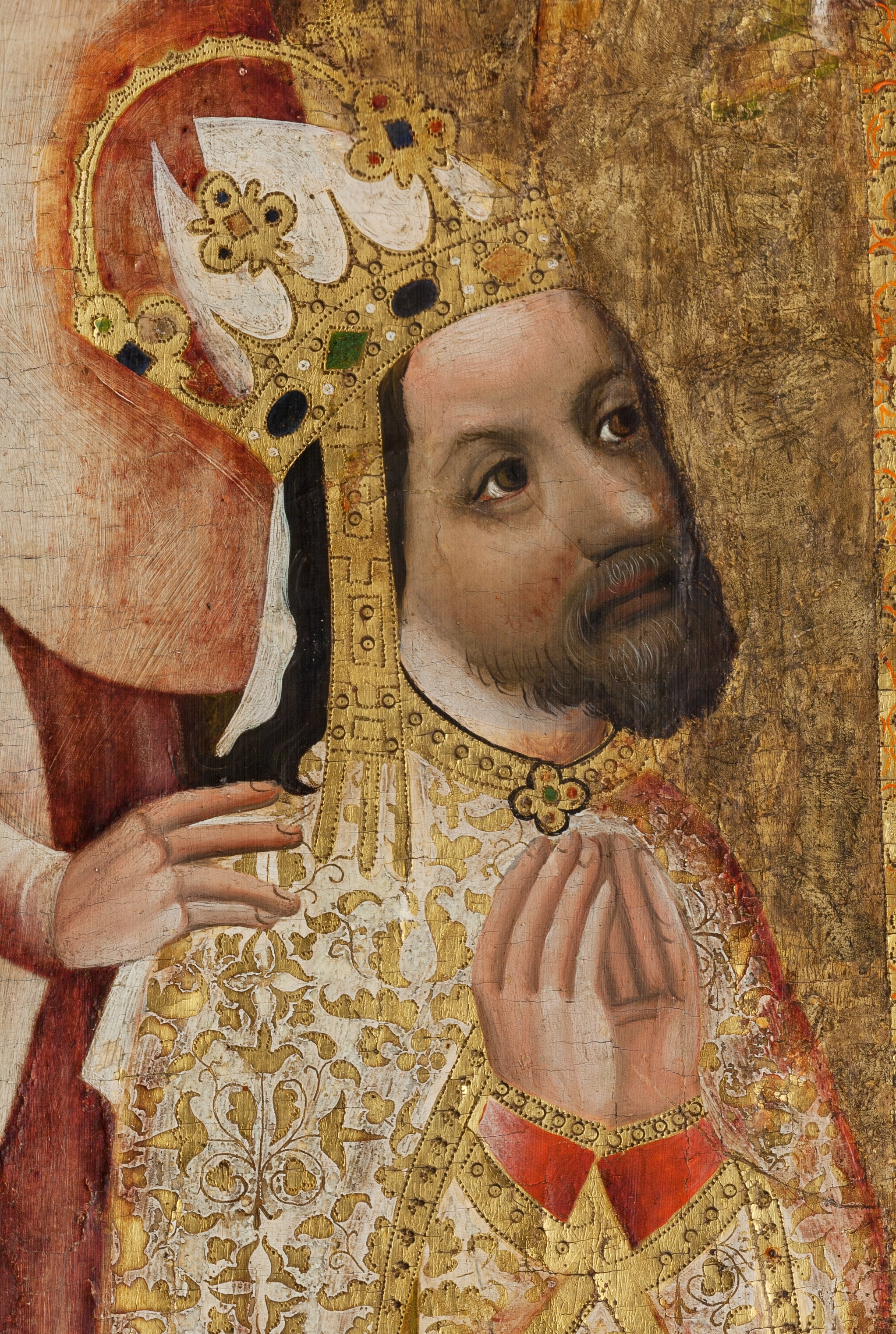
Carlos I. a pintura votiva de Janeiro Ocko de Vlasim, por um seguidor desconhecido de Mestre Teodorico

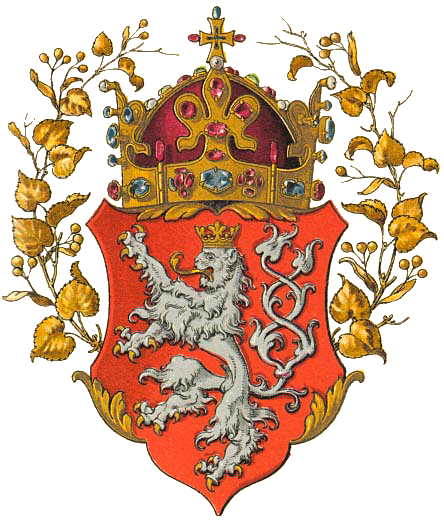
Representação heráldica da Corona de São Venceslau no escudo do Reino de Boémia (século XIX)

As Joias da Coroa da Boémia (em tcheco: České korunovační klenoty) é um conjunto de objetos utilizados pelos Reis da Boémia durante a sua Coroação. Elas são:
- a Coroa de São Venceslau;
- o Cetro;
- a Orbe;
- a almofada sobre a Coroa;
- o estojo de couro para a Coroa e,
- o Manto da coroação.

A peça mais antiga é a Coroa foi feita para a Coroação do Rei Carlos I em 1346.  As outras peças passaram a fazer parte mais tarde, sendo o segundo patrimônio nacional, desde 1962, mais importante, atrás apenas do Castelo de Praga.
São armazenadas na Câmara da Coroa da Catedral de São Vito, em Praga, de onde são retiradas em ocasiões muito especiais.  É um importante símbolo de independência nacional e de soberania.

## Descrição

### Coroa de São Venceslau

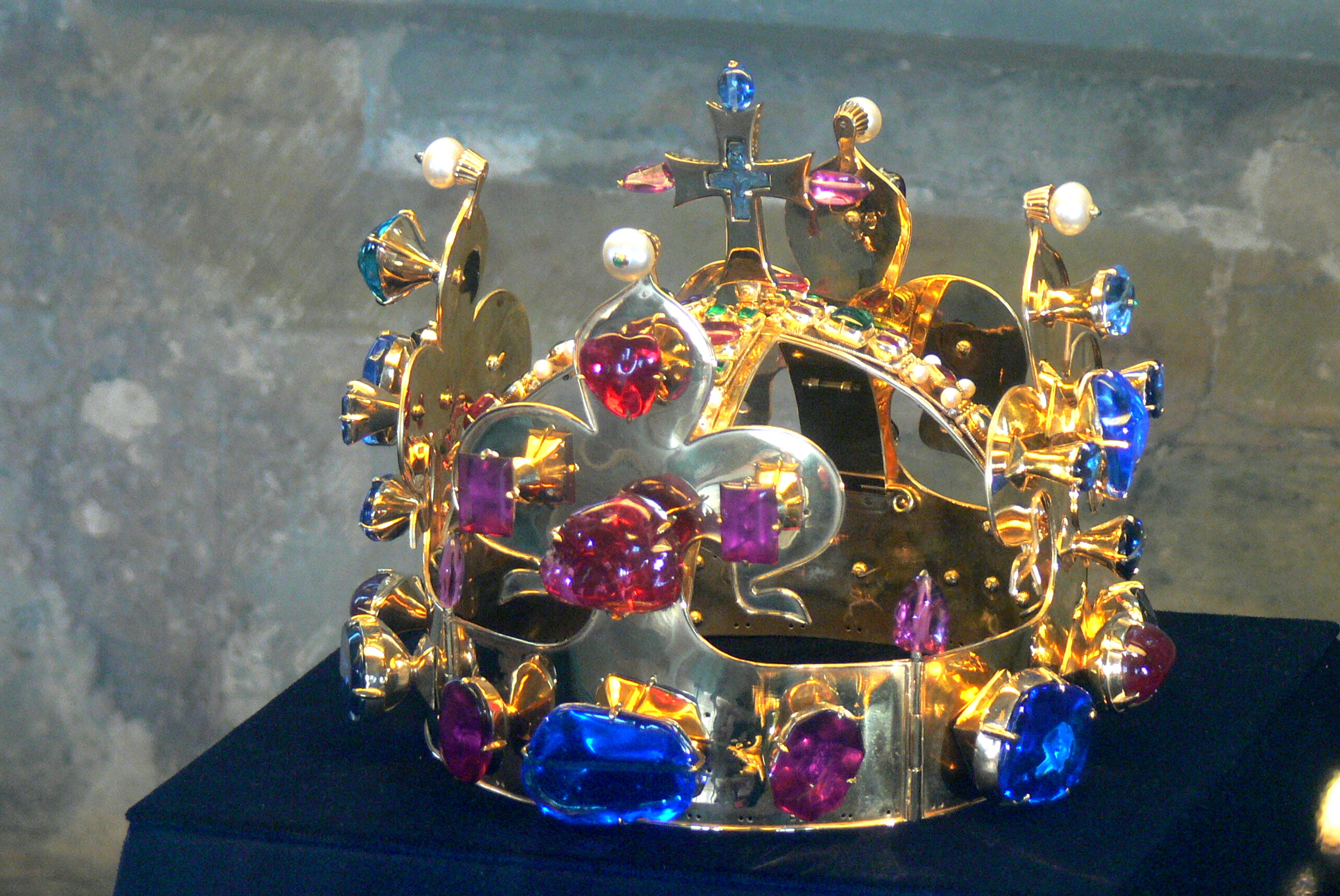
Coroa de São Venceslau

A Coroa recebe o nome do Padroeiro da Boémia, o Duque Venceslau, da Dinastia Premislida.
A Coroa tem um design pouco comum para uma Coroa Real, já que tem das quatro parte que da forma ela (na parte da frente, traseira e laterais) são de flores de lis. As parte são conectadas no topo por duas tiaras transversais que estão em interseções (no topo)sendo  arrematadas com uma cruz. As interseções (kamari) são feitas com diferentes qualidades de ouro (19-20 quilates) do que o topo da cabeça, que possivelmente veio do cinturão de ouro do casamento de Branca de Valois com o seu irmão, o Rei francês Felipe VI.  A Coroa de ouro esta conectada com pinos, que são enfeitados com pedras preciosas e pérolas. São 18 safiras, 1 água-marinha, 31 Espinela, 15 rubis, 25 esmeraldas e 20 pérolas.
A cruz no alto teria um espinho da Coroa de espinhos de Jesus Cristo e está gravada a inscrição latina HIC EST Spina CORONA DE DOMINI(aqui é um espinho da Coroa do Senhor).
A Coroa pesa 2,358.04gramas e tem um altura e diâmetro de 19cm.

### Cetro Real

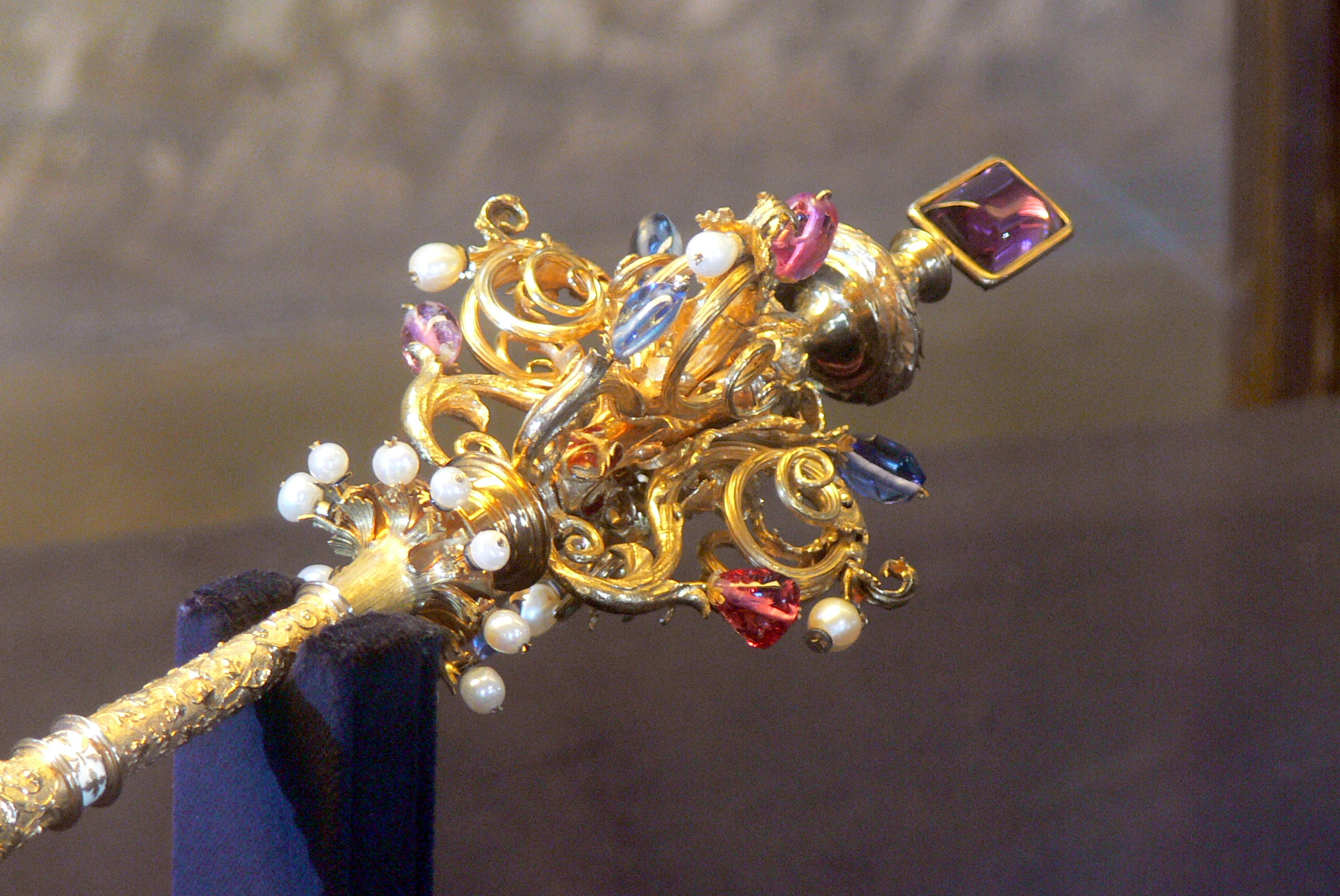
Cetro da Regalia da Boémia.

O cetro de ouro tem o comprimento de 67 cm e pesa 1,013 gramas, sendo decorado com quatro safiras, cinco espinela e sessenta e duas  pérolas.  O espinélio é extra grande e montado no topo do cetro.
O cetro é composto por quatro partes que são a alça, coberto com folhas de esmalte,flores e ramos, e em ambos os lados é terminado com uma série de pérolas. A cabeça  e estilizada na forma de uma flor e esta equipada com pérolas e pedras preciosas.

### Orbe
Aparentemente o Real Orbe foi criado ao mesmo tempo, e na mesma oficina, que o Cetro. É de ouro com a aparência ligeiramente achatada, com 11,9 cm de diâmetro e 9,8 cm de altura. Mesmo se contarmos a cruz que esta na ponta a altura é de 22 cm e seu peso é de 780 gramas.
O orbe com a cruz esta equipado com com oito safiras, seis espinelas e trinta e uma pérolas.
No alto da cruz há uma inscrição em latim DOMINE IN VIRTUTE TUA LETABITUR REX ET SUPER SALUTARE TUAM EXULTABIT (Senhor, regozijando-se em seu poder para ajudar o Rei, ena tua alsvação exultamos).
Na parte de trás da cruz há a inscrição DEUS CELUS REGNAT ET REGES TERRE ( Deus governa os Céus e os Reis da terra). Em ambos os hemisférios o orbe há alto relevo das inscrições.

### Manto da Coroação
O manto da coroação foi feito originalmente para a coroação de Fernando IV, foi também Rei dos Romanos.  De 1653 e, posteriormente, utilizado para a Coroação na Boémia(atual Checa) até 1836 , quando a coroação teve lugar com o Imperador austríaco Fernando I. O Rei estava vestido com a casula no início da cerimônia de coroação e recebia-a da Arcebispo junto com as outras Insígnias Reais.
A primeira mulher, em 1743, a ser Coroada foi maria Teresa de Habsburgo. Além do manto Sua Majestade usava um vestido de luxo feito na própria região Checa de acordo com a moda contemporânea.
O invólucro é feito de preciosa seda cor do material, vermelho e é forrado de arminho. O manto é semi-circular para trás, alongada no tapume e sem mangas. Ela é de 312 cm de largura e 236 cm de comprimento. É armazenado separadamente as joias em um depósito especialmente climatizado.

### Couro

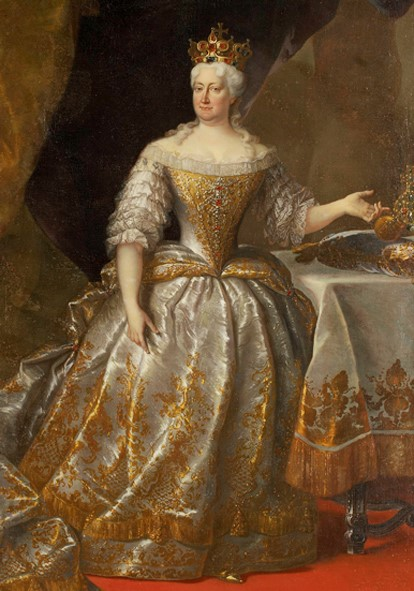
Rainha Consorte Isabel Cristina.

A mais antiga das Regalias do Reino da Boémia é um estojo de couro para a Coroa feito para o Rei Carlos I. Foi feito em 1347 e tem uma forma quase esférica, a parte superior e inferior são ricamente decorados. No topo são 4 personagens: águia imperial, o leão boêmio, o revestimento ancestral de armas de Arnost de Pardubice (primeiro Arcebispo de Praga) e do Arcebispado de Praga.
Depois do circuito há um vermelho de quatro linhas com a inscrição ANNO DOMINI MCCCXLVII DOMINUS KAROLUS ROMANORUM REX ET BOHEMIAE REX ME FECIT AD HONOREM DEI ET BEATI WENCESLAI MARTIRIS GLORIOSI (NO 1347 DE NOSSO SENHOR O REI CARLOS DOS ROMANOS E DA BOÉMIA EM HONRA DO MARTIR VENCESLAU).
Ele tem uma forma cilíndrica em uma extremidade de cabeça cetro reforçada. É feito de couro liso e consiste em duas partes conectadas com dobradiças pequenas.
O original para o orbe tem sido extensivamente danificado, foi em 1929 fez um novo caso. Ele mostra um sinal visível da República da Checoslováquia , no topo de datas Wenceslas milênio são 929 e 1929. Em torno do perímetro são as palavras vigésimo oitavo setembro.

## A Guarda das regalias

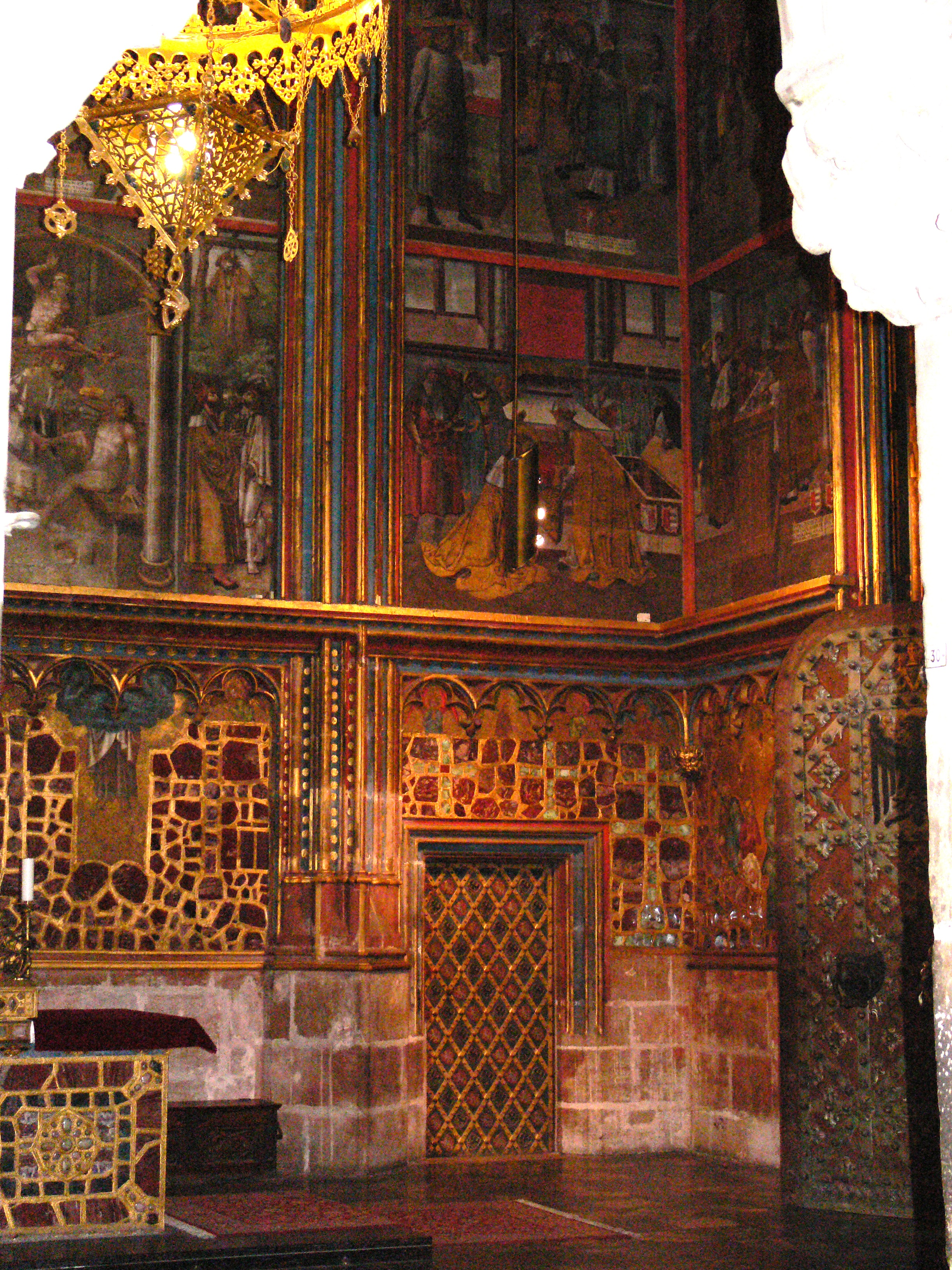
Sala de entrada da Câmara da Coroa na Catedral de São Vito

As Joias da Coroa são permanentemente armazenadas na câmara da Coroa sendo inacessível pela entrada sul da Catedral de São Vito de Praga (o mosaico Juízo Final). Portas de entrada estão localizados na capela. Há sete fechaduras e as chaves para esses bloqueios são mantidos pelo presidente, primeiro-ministro, Arcebispo de Praga, Presidente da Câmara dos Deputados, o presidente do Senado, Reitor do Capítulo Metropolitano de São Vito e do prefeito de Praga.  O desbloqueio das fechaduras são apenas para ocasiões especiais, quando eles são expostas para o público.
A câmara é acessada por uma escada em espiral estreita. A câmara está equipada com um cofre para guardar caixas de joias, mesa de carvalho e oito cadeiras. A caixa é a mesma chave abre a porta a uma entrada.

## Imagens das Regalias e pesquisa científica

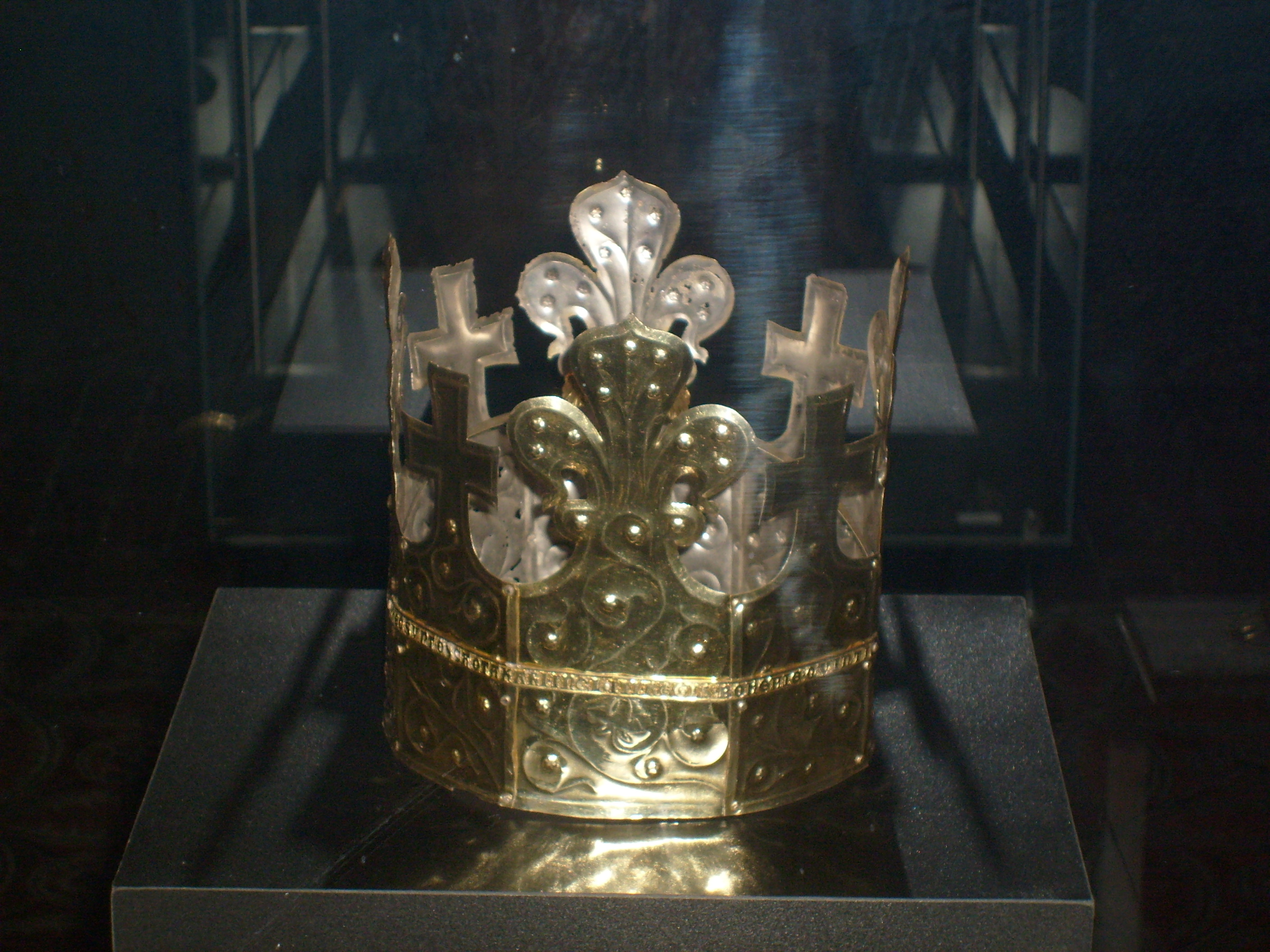
Coroa Funeral de Otacar II.

A mais antiga imagem da Coroa de São Venceslau é um retrato de Carlos I, na capela de São Venceslau na Catedral de São Vito, em cerca de 1370. Até o século XIX as Joias da coroação foram exibidas somente em circunstâncias excepcionais e com desvios diferente da realidade, geralmente como parte dos retratos dos governantes. Isso aconteceu porque os pintores não foram capazes de ver as joias de perto, ou ele não é visto em tudo.
A primeira descrição correta e representação da coroa vem de um livro publicado para marcar a coroação de Leopoldo IIcom a sua esposa Maria Luisa em 1791.
Devido ao primeiro exame científico das Joias da Coroa foi em 23 Maio 1857 . Na ocasião levou-se o pintor Joseph Scheiwl, que depois apareceu apenas nas publicações históricas, bem como  enciclopédia Otto . Na ocasião a Câmara da Coroa teve um fotógrafo renomado de uma joalheria,  Henri Lachmann e suas primeiras fotografias em preto e branco. As fotografias em cores foram tiradas por John Louis Bautz da turnê profissional em 1911 .
Outras oportunidades para a fotografia e exploração científica das joias foi em 1929, que teve  exposições públicas. Antes da exposição mundial Expo 1958, em  Bruxelas, ele fez George Lehovec em janeiro desse ano documentário chamado The Golden Dream.
Durante a exposição de 1993 as Joias foram submetidas a métodos modernos de exploração. A pureza do ouro foi investigada e não foi uma descoberta surpreendente sobre certas pedras preciosas, especialmente a sua origem e as espécies. Mais pesquisas também permitiu uma melhor datação do Cetro e do Orbe maçã e outras partes da Regalia.

## A mostra as Joias da Coroa
As Joias da Coroa da Boémia estão de acordo com os desejos do Rei Carlos I. Sendo removido da custódia somente em raras ocasiões - no passado era para a coroação dos Reis boêmios (tchecos). Além disso, as joias foram exibidas durante o funeral dos Reis Carlos I, Maximiliano I e, provavelmente Fernando Ie do Imperador Jose I, que se recusou a ser coroado Rei da Boêmia, em vez de deixar acontecer a coroação em 1782.
A primeira exibição pública foi realizada em 1929 por ocasião do 1000 aniversário da morte de São Venceslau . Até o dia 20 do século XX foram expostos a um total de nove vezes. A última exposição aconteceu em 2008 , por ocasião da reeleição de Vaclav Klaus, Presidente da República Checa e 90 aniversário da Checoslováquia.
A exposição das Joias da Coroa é decida pelo presidente. O armário de exposição das Joias usado,  foi feito especialmente para este fim em 1929 pelo arquiteto Josef Gočár.